# Cepaea nemoralis
Cepaea nemoralis là một loài ốc thở không khí. Nó là một trong những loài ốc đất phổ biến nhất tại châu Âu và đã được giới thiệu với Bắc Mỹ.
Cepaea nemoralis là loài điển hình của chi Cepaea.
Nó được sử dụng như một sinh vật mô hình trong dự án citizen science.

## Hình ảnh

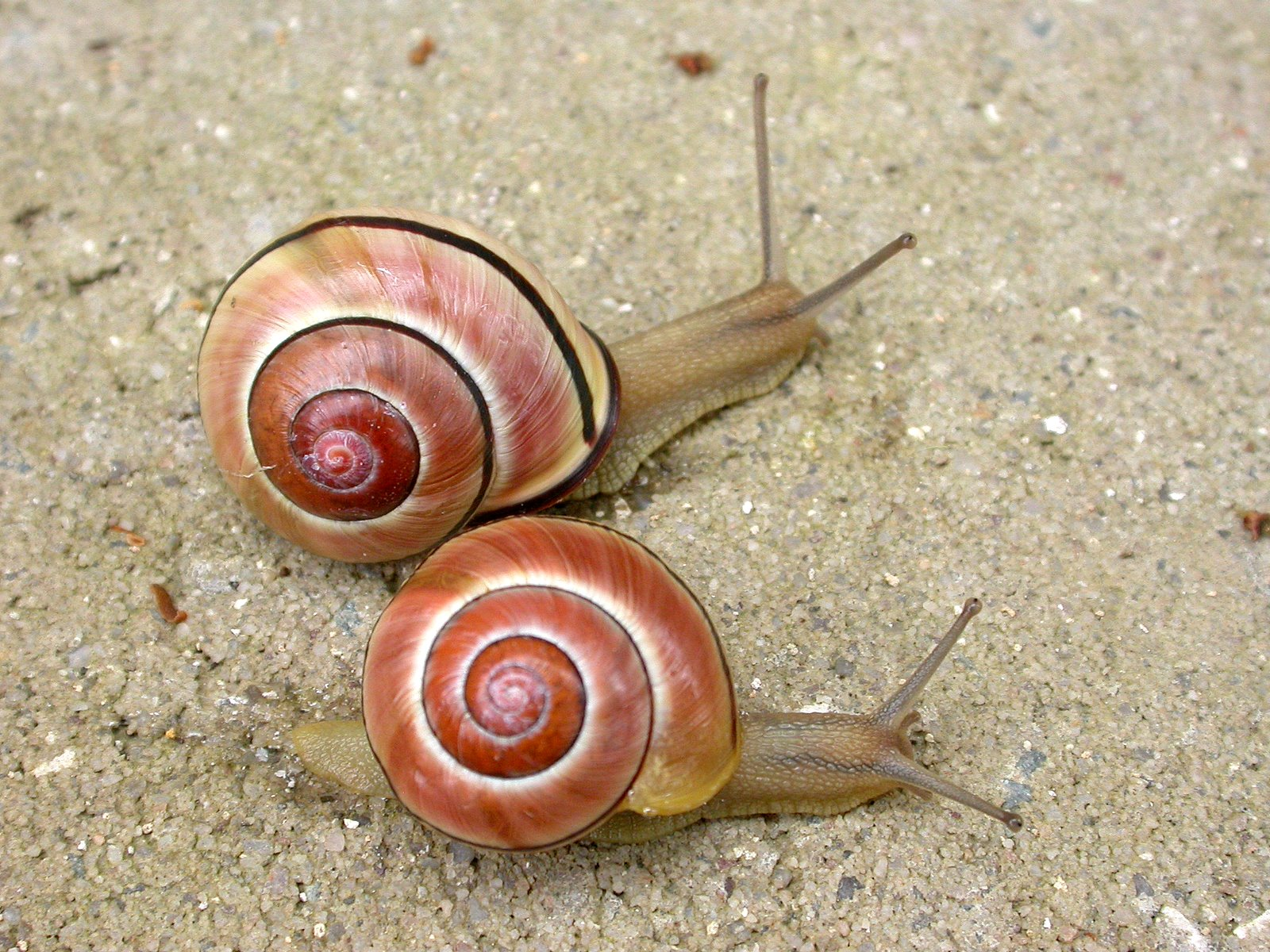
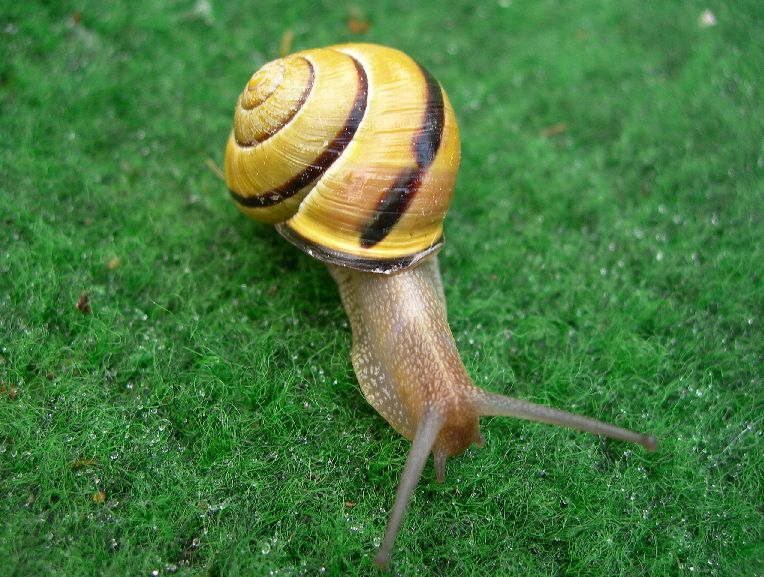
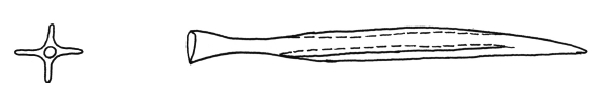
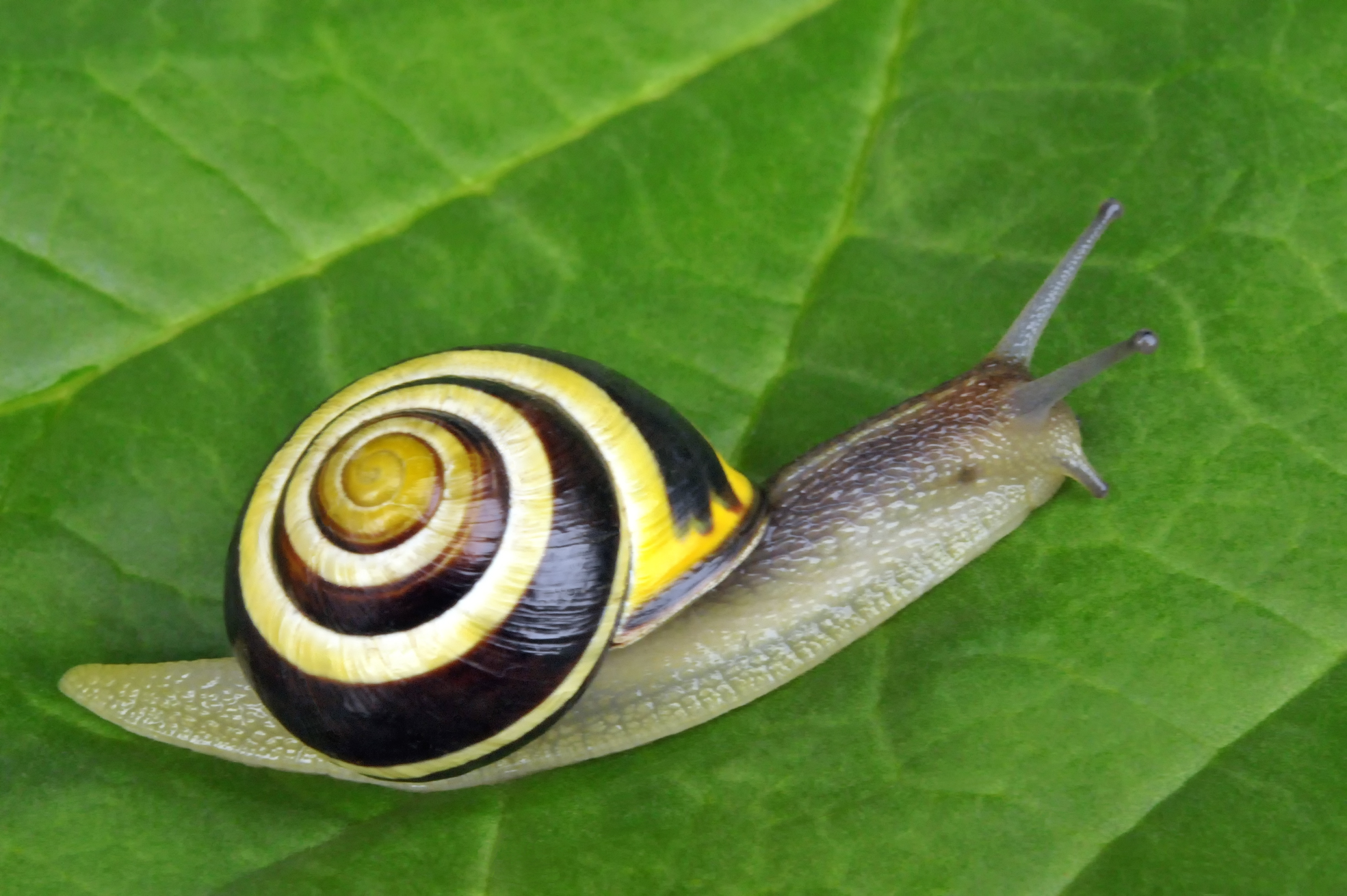

## Hình dáng

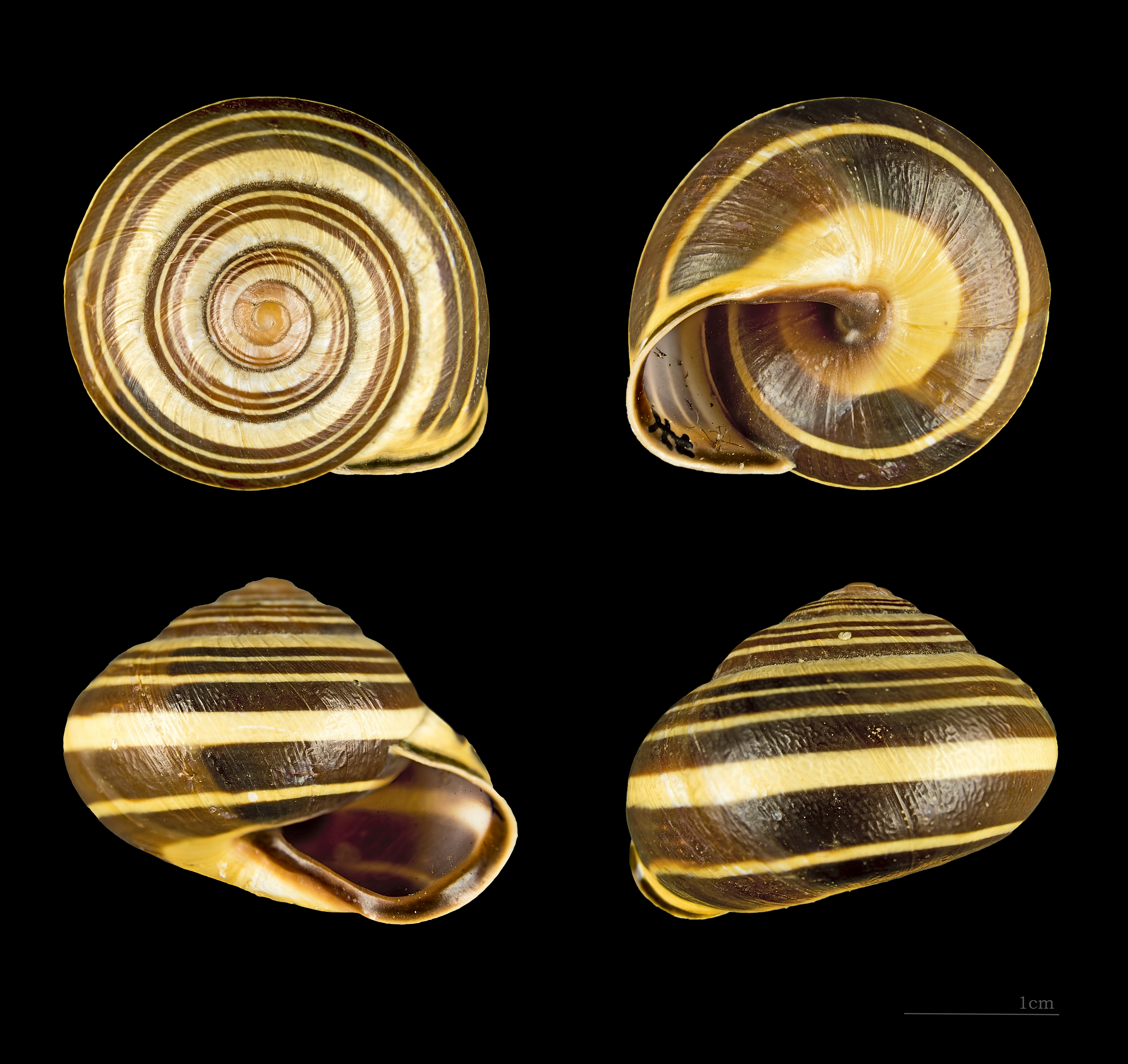
Vỏ ốc.

Cepaea nemoralis là một trong những loài ốc lớn nhất và được biết đến nhiều nhất ở Tây Âu do sự đa dạng và có nhiều màu. Màu của vỏ ốc rất khác nhau, có màu đỏ, nâu, vàng hoặc trắng, có hoặc không có dải nâu sẫm. Bề mặt vỏ nửa láng, có từ 4½ đến 5½ vòng xoắn. Bề rộng vỏ 18–25 mm. Chiều cao vỏ 12–22 mm.